# Kasteel van Ham-sur-Heure

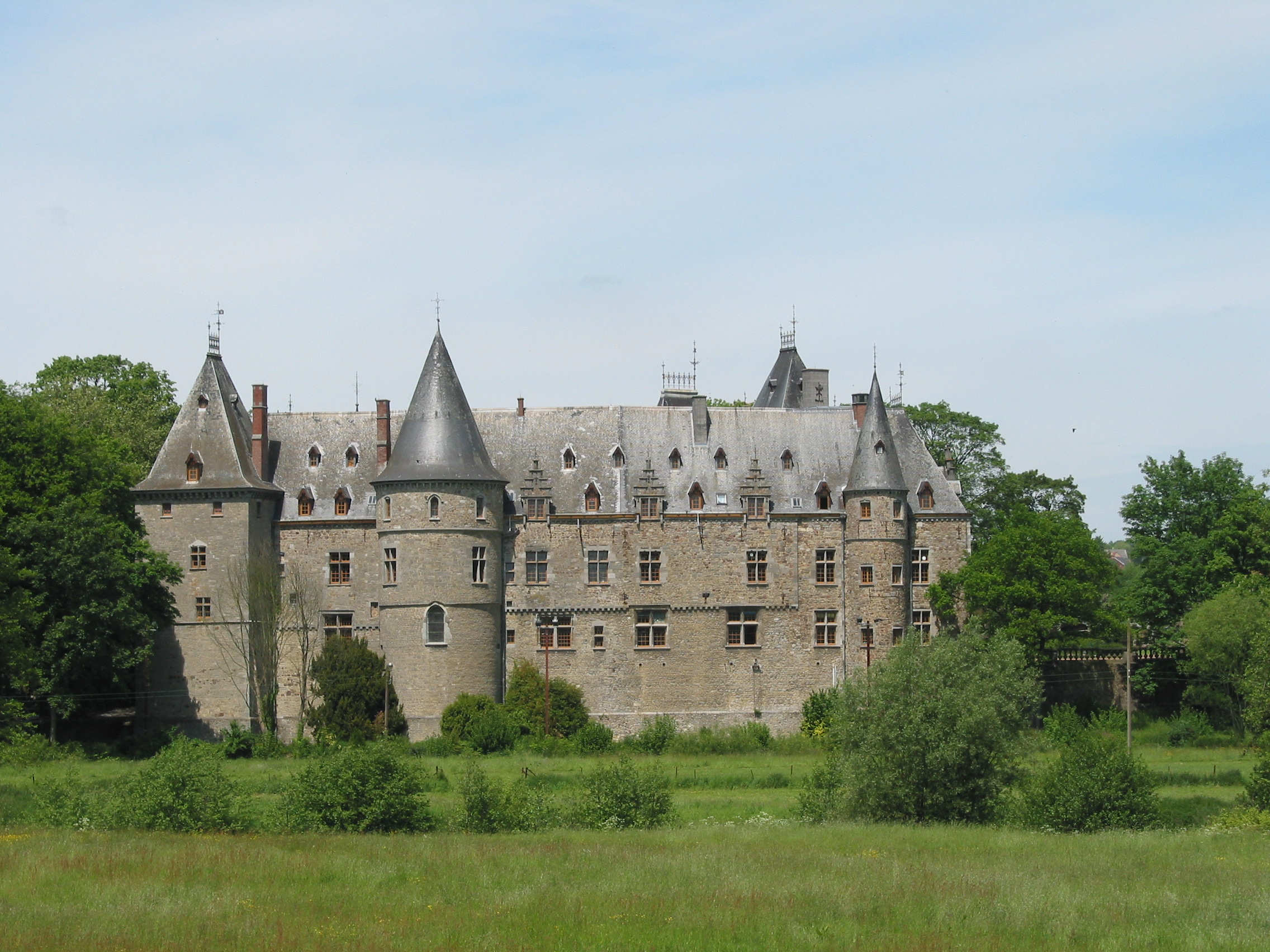
Kasteel van Ham-sur-Heure

Het kasteel van Ham-sur-Heure is een kasteel gelegen in het dorp Ham-sur-Heure in de provincie Henegouwen.

## Geschiedenis
In de elfde eeuw behoorde het kasteel toe aan de familie van Florennes, daarna de familie Morialme, vervolgens aan Gwijde van Dampierre, het Huis Condé (1259), de heren van Edingen (1402), het Huis Luxemburg, de familie van Fosseux en de hertogen van Bourgondië .
In 1473 tot 1941 was het kasteel eigendom van het Huis Merode. Vervolgens kwam het door vererving aan het Huis Oultremont. Het werd in 1952 verkocht aan de gemeente van Ham-sur-Heure en is nu het gemeentehuis van Ham-sur-Heure-Nalinnes.
In 1667 en 1689 werd het kasteel zwaar beschadigd. Het werd in het begin van de achttiende eeuw herbouwd tot een luxueuze residentie en opnieuw vanaf 1776 vonden verbouwingen plaats. Deze zijn echter, vanwege de Franse Revolutie, nooit afgewerkt. Eind negentiende eeuw werd de ruïne herbouwd in huidige staat door de Leuvense architect Pierre Langerock.